# Sokong
Sokong is een bestuurslaag in het regentschap Noord-Lombok van de provincie West-Nusa Tenggara, Indonesië. Sokong telt 9207 inwoners (volkstelling 2010).